# Edoardo il Confessore
Edoardo, detto il Confessore (Islip, 1002 circa – Londra, 5 gennaio 1066), figlio di Etelredo II d'Inghilterra (968–1016) e della sua seconda moglie, Emma di Normandia, fu il penultimo re degli Anglosassoni e re d'Inghilterra della dinastia anglosassone e regnò dall'8 giugno 1042 fino alla morte.
Edoardo è stato canonizzato santo della Chiesa cattolica nel 1161 da Papa Alessandro III nella cattedrale di Anagni. È il patrono dei re, dei matrimoni difficili, degli sposi separati e, dal regno di Enrico II fino al 1348, è stato considerato anche il santo patrono dell'Inghilterra. In seguito è rimasto il patrono della famiglia reale.

## Biografia
Il palazzo di Edoardo si trovava a Brill, nel Buckinghamshire. Nel 1013 lui e suo fratello Alfred furono portati in Normandia dalla madre Emma, sorella del duca Riccardo II di Normandia, per sfuggire all'invasione danese dell'Inghilterra guidata da re Sweyn I di Danimarca. Si dice che Edoardo avesse sviluppato una forte fede nei 25 anni che trascorse in esilio in Normandia e, quando suo cugino il duca Roberto I di Normandia andò in pellegrinaggio in Terra santa, dove morì, Edoardo venne chiamato come uno dei custodi di suo figlio Guglielmo. Edoardo, dopo un fallito tentativo di spodestare Aroldo I dal trono insieme al proprio fratello Alfred nel 1036, ritornò in Normandia.Tuttavia il fratello venne catturato da Godwin, conte del Wessex che lo consegnerà ad Aroldo per accecarlo e renderlo quindi inadatto al trono. Alfred morì poco dopo a causa delle torture che subì durante la prigionia.
Il laicato e la nobiltà ecclesiastica invitarono Edoardo a tornare in Inghilterra nel 1041; questa volta entrò a far parte della famiglia del suo fratellastro Canuto (figlio di Emma e di Canuto il Grande) e secondo la Cronaca anglosassone gli fu promesso di divenire re accanto a lui. Dopo la morte di Canuto, avvenuta l'8 giugno 1042, Edoardo salì al trono e le cronache indicano la grande popolarità che aveva al momento della sua salita al trono: «prima che Canuto fosse sepolto, tutta la gente scelse Edoardo come re a Londra». Edoardo venne incoronato nella cattedrale di Winchester, il 3 aprile 1043.

### Regno
Il regno di Edoardo fu segnato da pace e prosperità, ma per ottenere effettivo potere in Inghilterra egli dovette scontrarsi con tre potenti conti: Godwin del Wessex, che aveva un saldo controllo del Wessex, che precedentemente era stato il cuore della monarchia anglosassone; Leofrico di Coventry, conte di Mercia, la cui legittimità era stata rafforzata dal matrimonio con Lady Godiva e, nel nord, Siward, conte di Northumbria. Le simpatie di Edoardo per i normanni erano malviste dai nobili sassoni e danesi, il che favorì la diffusione di opinioni anti-normanne soprattutto da parte di Godwin, che era diventato il suocero del re nel 1045, quando Edoardo sposò sua figlia Edith. Il punto di rottura si raggiunse con la nomina dell'arcivescovo di Canterbury: Edoardo infatti rifiutò l'elezione di un vescovo legato a Godwin e nominò il vescovo di Londra, Robert di Jumièges, un normanno di fiducia.
Godwin tentò di fare scoppiare una sanguinosa rivolta a Dover tra i cittadini e un parente di Edoardo, Eustachio, conte di Boulogne, ma Leofric e Siward sostennero il re, perciò Godwin e la sua famiglia furono esiliati nel settembre del 1051, mentre la regina venne mandata in un convento a Wherwell. Godwin ritornò con un esercito l'anno successivo minacciando nuovamente il trono, perciò Edoardo, per risparmiare all'Inghilterra una guerra civile, lo reintegrò nel suo titolo e nei suoi possedimenti e allontanò i propri consiglieri normanni.
La politica di pace di Edoardo culminò con il decreto, emesso nel 1049, che prevedeva la messa in disarmo della flotta inglese, creata nel 1012 dal padre Etelredo II e composta da 14 navi. Gli equipaggi di 9 navi vennero licenziati nel 1049 e quelli delle restanti 5, nel 1050. Edoardo prese questa decisione per diversi motivi, anzitutto intendeva ottenere il favore del popolo, che mal sopportava la sua politica filo-normanna, risparmiando sulla flotta e riducendo significativamente le tasse con l'abolizione dell'heregeld (tassa per il mantenimento dell'esercito). Inoltre la sua amicizia con il duca di Normandia, Guglielmo, lo metteva al riparo da attacchi normanni e la guerra fra Danimarca e Norvegia lo tranquillizzava da incursioni vichinghe. Il re previde di supplire alla mancanza di flotta stabile concedendo agli abitanti delle città portuali di Sandwich, Dover, Fordwich, Romney, Hythe e Hastings i diritti di giustizia, in cambio dell'obbligo di fornire tempestivamente un congruo numero di navi e di equipaggi in caso di necessità. Quest'accordo con il re sarà poi alla base della nascita della Confederazione dei cinque porti, costituita dai porti sopracitati ad eccezione di Fordwich.

### Morte e successione
La politica filo-normanna e pacifista di Edoardo il Confessore cambierà il corso della storia d'Inghilterra. Nel 1060 Edoardo ricevette il duca Guglielmo II di Normandia per definire la successione al trono d'Inghilterra, designandolo suo erede. Tuttavia nel 1066, alla morte di Edoardo, Harold Godwinson, conte di Wessex e figlio di Godwin, contro le sue ultime volontà e con l'appoggio della Witan, si fece incoronare re con il nome di Aroldo II d'Inghilterra, non mantenendo la promessa fatta in Normandia a Guglielmo di sostenerlo nell'ascesa al trono e neppure delle profezie annunciate dall'apparizione della cometa di Halley.
Guglielmo allora, con l'approvazione di papa Alessandro II, progettò l'invasione dell'Inghilterra, che realizzerà approfittando dell'attacco ad Aroldo II da parte di un altro pretendente al trono d'Inghilterra, il Re di Norvegia Harald III, che nella battaglia di Stamford Bridge sul fiume Derwent cadde il 25 settembre, dopo avere indebolito notevolmente l'esercito anglosassone.
Il 28 settembre 1066, Guglielmo salpa da Saint-Valery-sur-Somme e sbarca a Pevensey, nel Sussex, approfittando dell'impossibilità di Aroldo di intercettare in mare eventuali invasori. Subito dopo lo sbarco Guglielmo espugnò Dover e il 29 settembre fortificò il borgo di Hastings. Aroldo si mosse immediatamente e le due armate si scontrarono il 14 ottobre nella battaglia di Hastings. L'uso dell'arco e l'impiego della cavalleria portarono la vittoria ai normanni e la morte ad Aroldo, che, duramente sconfitto, venne ferito mortalmente all'occhio da una freccia. Secondo alcune cronache sassoni non morì ma fuggì con pochi fidi in Cornovaglia, dove morì intorno all'anno 1080. Il 25 dicembre 1066 Guglielmo fu incoronato re d'Inghilterra nell'abbazia di Westminster.
La campagna di Guglielmo è testimoniata dall'Arazzo di Bayeux, commissionato dalla Regina Matilde di Fiandra che lo donò alla cattedrale di Bayeux.

## Canonizzazione
Il Martirologio Romano e la Chiesa anglicana fissano la sua memoria liturgica il 5 gennaio.
La leggenda agiografica sulla carità e devozione di re Edoardo si sviluppò nel Medioevo. Il re, recandosi alla chiesa di san Giovanni, fece dono a un povero (in realtà San Giovanni evangelista) che chiedeva l'elemosina, in mancanza di altro denaro,   del suo prezioso anello. L'anello fu restituito miracolosamente al re tempo dopo da dei pellegrini di ritorno dalla Terra santa, con i ringraziamenti di San Giovanni. Nell'Ottocento l'anello è stato smontato e il cd. Zaffiro di Sant'Edoardo è stato posto al centro della croce all'apice della corona imperiale; lo zaffiro fa quindi parte dei gioielli della Corona inglese.
La sua canonizzazione avvenne nel 1161 ad opera di papa Alessandro III. Inizialmente il culto di Edoardo fu limitato solo alle diocesi inglesi e la sua memoria liturgica fu fissata il 5 gennaio, giorno della sua morte. Nel 1689 il culto del santo fu esteso a tutta la Chiesa occidentale e la festa fu stabilita il 13 ottobre, giorno della sua prima traslazione nel 1102. Con il Martirologio Romano del 2001 la sua memoria è stata portata al 5 gennaio mentre rimane alla data tradizionale nella messa tridentina.

## Culto
Quando Enrico II d'Inghilterra salì al trono nel 1154, fu l'ultimo sovrano a unire le dinastie inglesi e normanne, per questo promosse il culto di re Edoardo il Confessore.
Il monaco Osberto di Clare, priore dell'abbazia di Westminster dal 1130 al 1140 e autore delle Vite dei santi Edmondo, Etelberto, Edburga, e di quella di Edoardo, lo ha rappresentato come santo e taumaturgo, al quale erano stati attribuiti parecchi miracoli per aver guarito persone con un semplice tocco o anche solo con l'acqua in cui aveva immerso le mani. Osberto era un attivo politico ecclesiastico e, dietro suggerimento di re Stefano (ultimo re d'Inghilterra di origine normanna), andò a Roma per sostenere con energia la causa di canonizzazione di Edoardo, che avvenne ad opera di papa Alessandro III nel 1161, grazie anche al sostegno da parte di Enrico II ad Alessandro III contro l'antipapa Vittore IV.
Edoardo, alla sua morte, avvenuta il 5 gennaio 1066, era stato sepolto nell'abbazia di Westminster. Nel 1102, all'apertura della tomba, il corpo venne traslato in un nuovo sito, per poi ritornare a Westminster il 29 dicembre 1163, con una cerimonia presieduta da Tommaso Becket, arcivescovo di Canterbury. Il 12 gennaio, nella chiesa dell'abbazia, fu celebrata una messa solenne in onore di Edoardo e l'omelia venne pronunciata da Aelredo, abate di Rievaulx, al quale è attribuita l'opera: Vita di Edoardo il Confessore, un'agiografia scritta in latino sulla vita di Edoardo, basata parzialmente sul materiale di Osberto di Clare che a sua volta si è basato sul materiale in anglo-normanno, probabilmente scritto dal cronista Matteo Paris. Il corpo venne traslato nuovamente nel 1269, e si trova tuttora all'interno dell'abbazia di Westminster.
Ai tempi della canonizzazione di Edoardo, i santi venivano categorizzati principalmente in martiri e confessori: i martiri erano i morti per la fede, mentre i confessori erano morti per cause naturali. Edoardo venne quindi definito "il Confessore", anche per distinguerlo dal suo predecessore Edoardo il Martire.
Il regno di Edoardo è ricordato in una finestra composta da otto pannelli all'interno della chiesa di San Lorenzo, a Ludlow, in Inghilterra.

## Ascendenza
|                           |                          |                       | Genitori |  |  | Nonni |  |  | Bisnonni                |  |  | Trisnonni          |  |
|                           |                          |                       |          |  |  |       |  |  | Edmondo I d'Inghilterra |  |  | Edoardo il Vecchio |  |
|                           |                          |                       |          |  |  |       |  |  | Edmondo I d'Inghilterra |  |  | Edoardo il Vecchio |  |
|                           |                          | Edgiva di Kent        |          |  |  |       |  |  | Edmondo I d'Inghilterra |  |  |                    |  |
| Edgardo d'Inghilterra     |                          |                       |          |  |  |       |  |  | Edmondo I d'Inghilterra |  |  |                    |  |
|                           |                          | Elgiva di Shaftesbury | …        |  |  |       |  |  |                         |  |  |                    |  |
|                           |                          | Elgiva di Shaftesbury | …        |  |  |       |  |  |                         |  |  |                    |  |
|                           |                          | Elgiva di Shaftesbury | Wynflaed |  |  |       |  |  |                         |  |  |                    |  |
| Etelredo II d'Inghilterra |                          | Elgiva di Shaftesbury |          |  |  |       |  |  |                         |  |  |                    |  |
|                           |                          | Ordgar                | …        |  |  |       |  |  |                         |  |  |                    |  |
|                           |                          | Ordgar                | …        |  |  |       |  |  |                         |  |  |                    |  |
|                           |                          | Ordgar                | …        |  |  |       |  |  |                         |  |  |                    |  |
| Elfrida d'Inghilterra     |                          | Ordgar                |          |  |  |       |  |  |                         |  |  |                    |  |
|                           |                          | …                     | …        |  |  |       |  |  |                         |  |  |                    |  |
|                           |                          | …                     | …        |  |  |       |  |  |                         |  |  |                    |  |
|                           |                          | …                     | …        |  |  |       |  |  |                         |  |  |                    |  |
| Edoardo il Confessore     |                          | …                     |          |  |  |       |  |  |                         |  |  |                    |  |
|                           | Guglielmo I di Normandia | Rollone               |          |  |  |       |  |  |                         |  |  |                    |  |
|                           | Guglielmo I di Normandia | Rollone               |          |  |  |       |  |  |                         |  |  |                    |  |
|                           | Guglielmo I di Normandia | Poppa di Bayeux       |          |  |  |       |  |  |                         |  |  |                    |  |
| Riccardo I di Normandia   | Guglielmo I di Normandia |                       |          |  |  |       |  |  |                         |  |  |                    |  |
|                           |                          | Sprota                | …        |  |  |       |  |  |                         |  |  |                    |  |
|                           |                          | Sprota                | …        |  |  |       |  |  |                         |  |  |                    |  |
|                           |                          | Sprota                | …        |  |  |       |  |  |                         |  |  |                    |  |
| Emma di Normandia         |                          | Sprota                |          |  |  |       |  |  |                         |  |  |                    |  |
|                           |                          | …                     | …        |  |  |       |  |  |                         |  |  |                    |  |
|                           |                          | …                     | …        |  |  |       |  |  |                         |  |  |                    |  |
|                           |                          | …                     | …        |  |  |       |  |  |                         |  |  |                    |  |
| Gunnora di Normandia      |                          | …                     |          |  |  |       |  |  |                         |  |  |                    |  |
|                           |                          | …                     | …        |  |  |       |  |  |                         |  |  |                    |  |
|                           |                          | …                     | …        |  |  |       |  |  |                         |  |  |                    |  |
|                           |                          | …                     | …        |  |  |       |  |  |                         |  |  |                    |  |
|                           |                          | …                     |          |  |  |       |  |  |                         |  |  |                    |  |